# Distrito de Matara
El distrito de Matara es uno de los doce que conforman de la provincia de Cajamarca (departamento de Cajamarca) bajo la administración del Gobierno regional de Cajamarca, en el norte del Perú. Limita al norte con el distrito de Namora y al oeste con el de Jesús, ambos de la provincia de Cajamarca; mientras que al sur limita con el distrito de Pedro Gálvez y al este con el distrito de Gregorio Pita, en la provincia de San Marcos.
Tiene como capital al pueblo de San Lorenzo de Matara emplazado a 2819 m s. n. m.
Desde el punto de vista jerárquico de la Iglesia católica forma parte de la diócesis de Cajamarca la cual, a su vez, pertenece a la arquidiócesis de Trujillo.

## Historia
El distrito fue creado mediante ley del 2 de enero de 1857, en el gobierno del presidente Roberto Cabanillas .

## Ubicación
El distrito de Matara se encuentra en la provincia de Cajamarca y está ubicado a 39 km de la ciudad de Cajamarca, el acceso es por medio de una carretera asfaltada.
Límites:
- Este : Prov. San Marcos.
- Oeste: Dist. Jesús y Dist. Namora
- Norte: Dist. Namora.
- Sur : Prov. San Marcos.

## Geografía
Este distrito está conformado por comunidades campesinas del corredor económico del Crisnejas, los cuales se ven favorecidos con la importante obra de la comuna matarina, la actividad económica más importante se centra en la agricultura y la ganadería.
Este pueblo es conocido por su producción de cereales y menestras, también por sus bocadillos, entre los cuales tenemos el alfajor que es la principal característica de esta ciudad, llamándose así «Dulce Tierra del Alfajor y la Amistad».
El distrito de Matara ocupa una superficie de 63.58 km², abarcando el 2% de la provincia de Cajamarca.
La superficie presenta pendientes de 5% a 25%, su suelo es accidentado, ofrece una serie de cerros pequeños y lomas de poca altura, planicies y pampas más o menos extensas.
Matara está situada en las Regiones Naturales: Yunga (500 - 2,330 m s. n. m.) y Quechua (2,300 – 3500mnsm.)

## Clima
Esta ciudad presenta un clima templado subhúmedo.
- Temperatura Promedio: 12 °C
- Precipitación Pluvial: 570-711.3 m.m.
- Heladas: Se presentan en noviembre, luego desde mayo hasta agosto.

## Autoridades

### Municipales
- 2019 - 2022[3]
  - Alcalde: Wilmer Antonio Cieza Delgado, del Frente Regional de Cajamarca.
  - Regidores:

  1. Juan Alberto Centurión Gallardo (Frente Regional de Cajamarca)
  2. Alejandro Ilman Villanueva (Frente Regional de Cajamarca)
  3. Mary Leonor Abanto Muñoz (Frente Regional de Cajamarca)
  4. Julio Labado Muñoz (Frente Regional de Cajamarca)
  5. Víctor Gonzalo Llerena Sánchez (Cajamarca Siempre Verde)

Alcaldes anteriores
- 2015 - 2018:[4]  Elmer Enrique Muñoz Pablo
- 2012-2014:[5] Graciela Noemí Quispe Rabanal.
- 2010-2012: Víctor Manuel Llerena Muñoz
- 2007-2010: Ramiro Alejandro Bardales Vigo

## Festividades
- Carnaval de Cajamarca (febrero-marzo) esta celebración tiene fecha variable iniciando días antes del Miércoles de Ceniza y terminando el domingo posterior a este día.
- San Lorenzo, 10 de agosto, celebración en honor al santo patrono de esta ciudad, durante estos días el pueblo se llena de visitantes, esta fiesta se caracteriza por sus vísperas con noches de fuegos artificiales, torneos deportivos, concursos de danzas folclóricas y tardes taurinas.

- Feria Taurina San Lorenzo